# Aryam Abreu Delgado
Aryam Abreu Delgado (9 de juliol de 1978) és un jugador d'escacs cubà que va obtenir el títol de Gran Mestre el 2008.
Tot i que està inactiu des del juliol de 2018, a la llista d'Elo de la FIDE del setembre de 2020, hi tenia un Elo de 2434 punts, cosa que en feia el jugador número 34 de Cuba. El seu màxim Elo va ser de 2502 punts, a la llista del juliol de 2008.

## Resultats destacats en competició
El juliol de 2010 fou tercer a l'Obert de Sant Martí (el campió fou José González García).
El juliol de 2011 fou tercer a l'Obert de Torredembarra empatat amb 7 punts amb el segon classificat Jorge A. González Rodríguez (el campió fou Artur Kogan). L'agost del 2011 fou campió del Torneig Internacional Ciutat de Medina de Pomar.
El desembre de 2012 fou campió del Memorial Carlos Torre.